# Sigisfredo Mair
Josef Siegfried Mair, noto anche come Sigisfredo Mair (Dobbiaco, 10 agosto 1939 – Dobbiaco, 15 maggio 1977), è stato uno slittinista italiano.

## Biografia
Partecipò con la nazionale italiana a tre edizioni dei Giochi olimpici: a Innsbruck 1964
nel doppio, conquistando la medaglia di bronzo in coppia con Walter Außendorfer; a Grenoble 1968, sia nel singolo (16°) che nel doppio (10°) con Ernesto Mair; ed a Sapporo 1972, ancora con Ernesto Mair nel doppio finendo all'ottavo posto.
Ai campionati mondiali, ha conquistato una medaglia di bronzo nel doppio, sempre in coppia con Ernesto Mair, a Hammarstrand 1967.
È deceduto in seguito ad un incidente stradale il 15 maggio 1977 all'età di 38 anni.

## Palmarès

### Olimpiadi
- 1 medaglia:
  - 1 bronzo (doppio a Innsbruck 1964).

### Mondiali
- 1 medaglia:
  - 1 bronzo (doppio a Hammarstrand 1967).